# St-Matthieu (Bures-sur-Yvette)

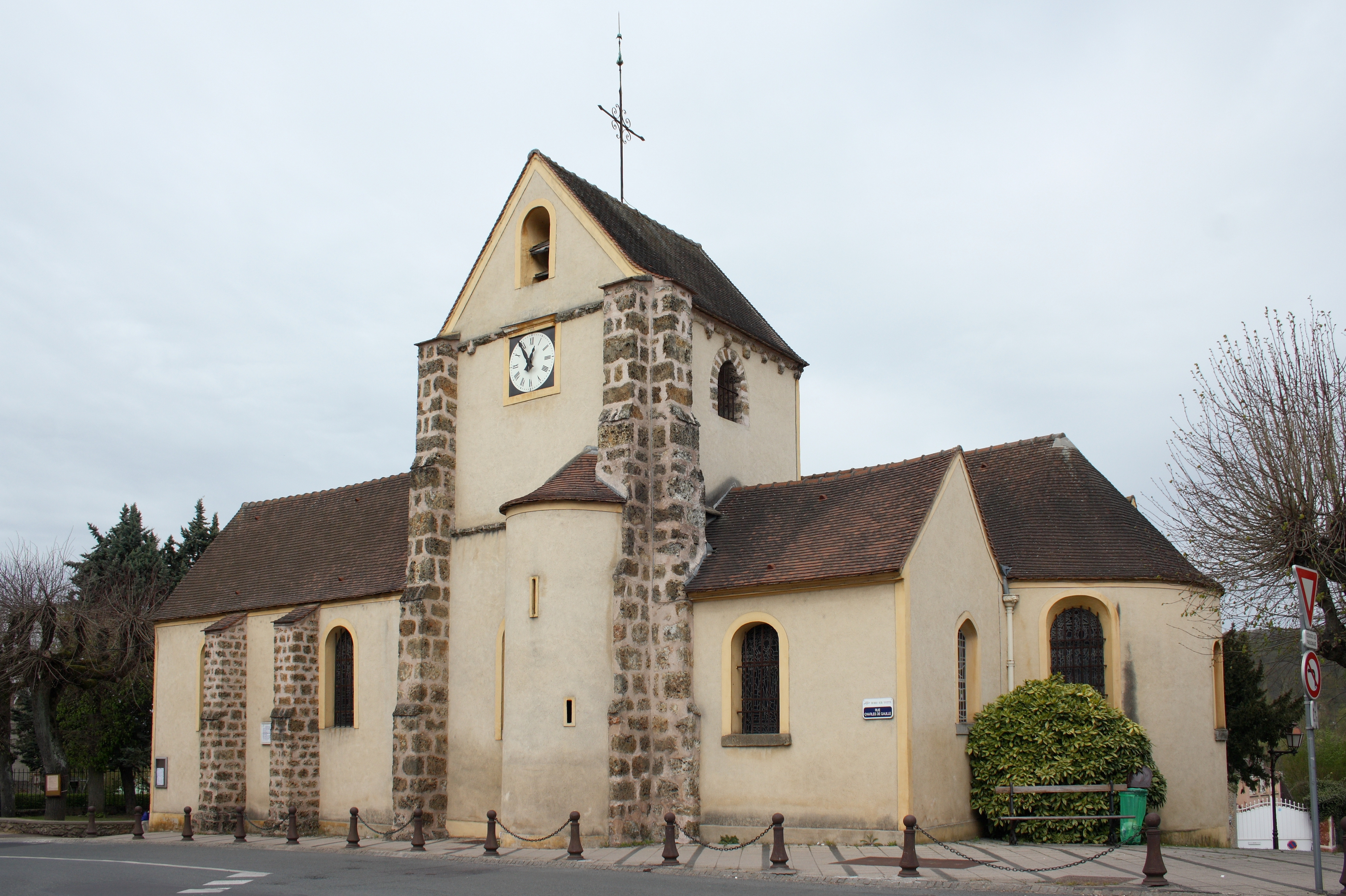
Pfarrkirche Saint-Matthieu

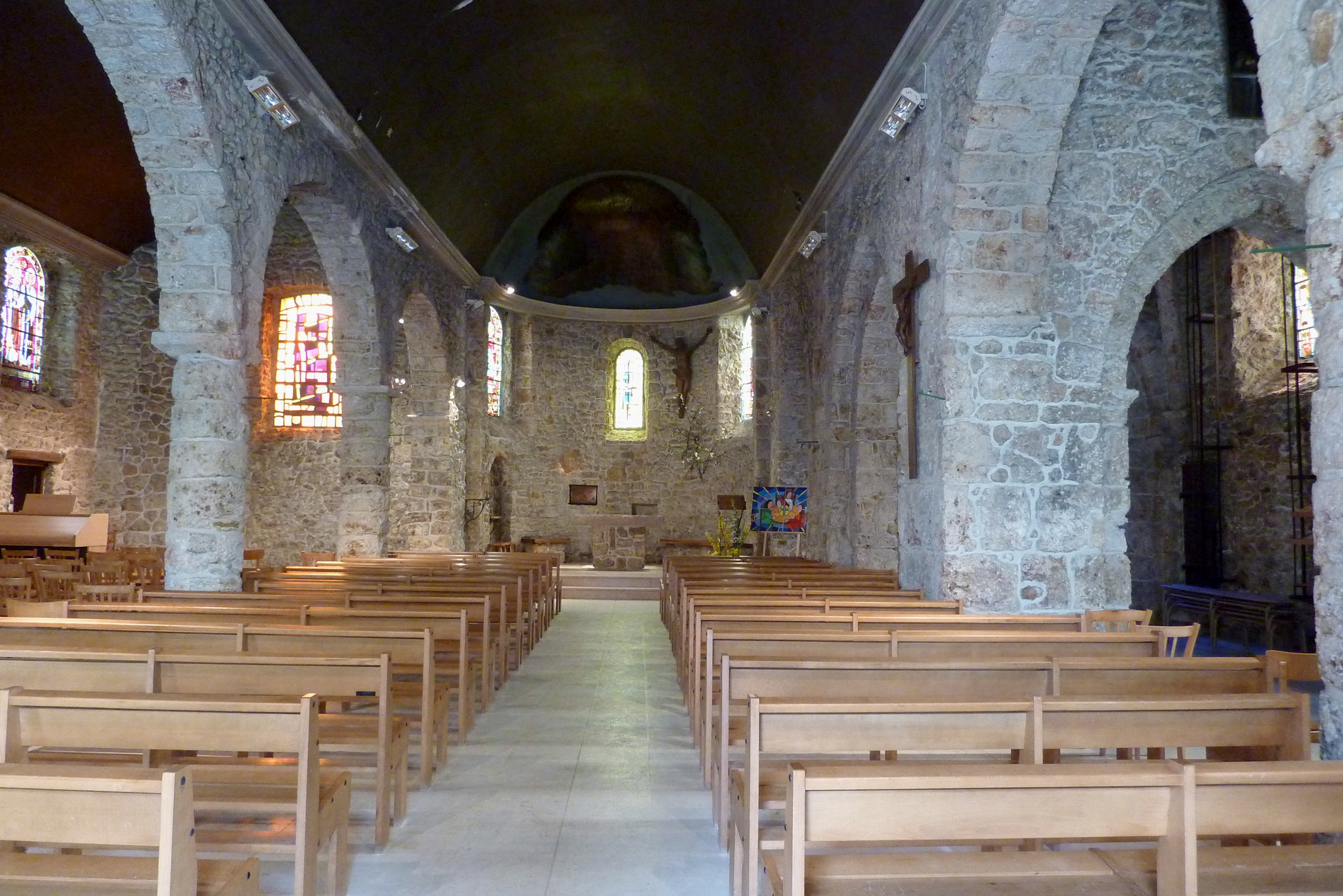
Innenraum

Die katholische Pfarrkirche Saint-Matthieu in Bures-sur-Yvette, einer Gemeinde im Département Essonne in der französischen Region Île-de-France, geht auf das 12. oder 13. Jahrhundert zurück und wurde im 16. Jahrhundert vergrößert. Sie ist dem Evangelisten Matthäus (Matthieu) und als Nebenpatronen dem heiligen Lupus von Troyes (Leu) und dem heiligen Ägidius (Gilles) geweiht.

## Geschichte
1224 wird die Kirche von Bures erstmals erwähnt. Ab 1504 ließ der damalige Grundherr, Antoine Sanguin de Meudon, der neben seinen Ämtern als Bischof von Limoges, Erzbischof von Toulouse und Kommendatarabt verschiedener Klöster auch die Kardinalswürde vom Papst verliehen bekommen hatte und als Kardinal von Meudon bezeichnet wurde, die Kirche vergrößern. Bei der Restaurierung im Jahr 1971 wurde die Kirche von späteren Einbauten befreit und erhielt ihr nüchternes Aussehen, das an eine romanische Kirche erinnert.

## Architektur

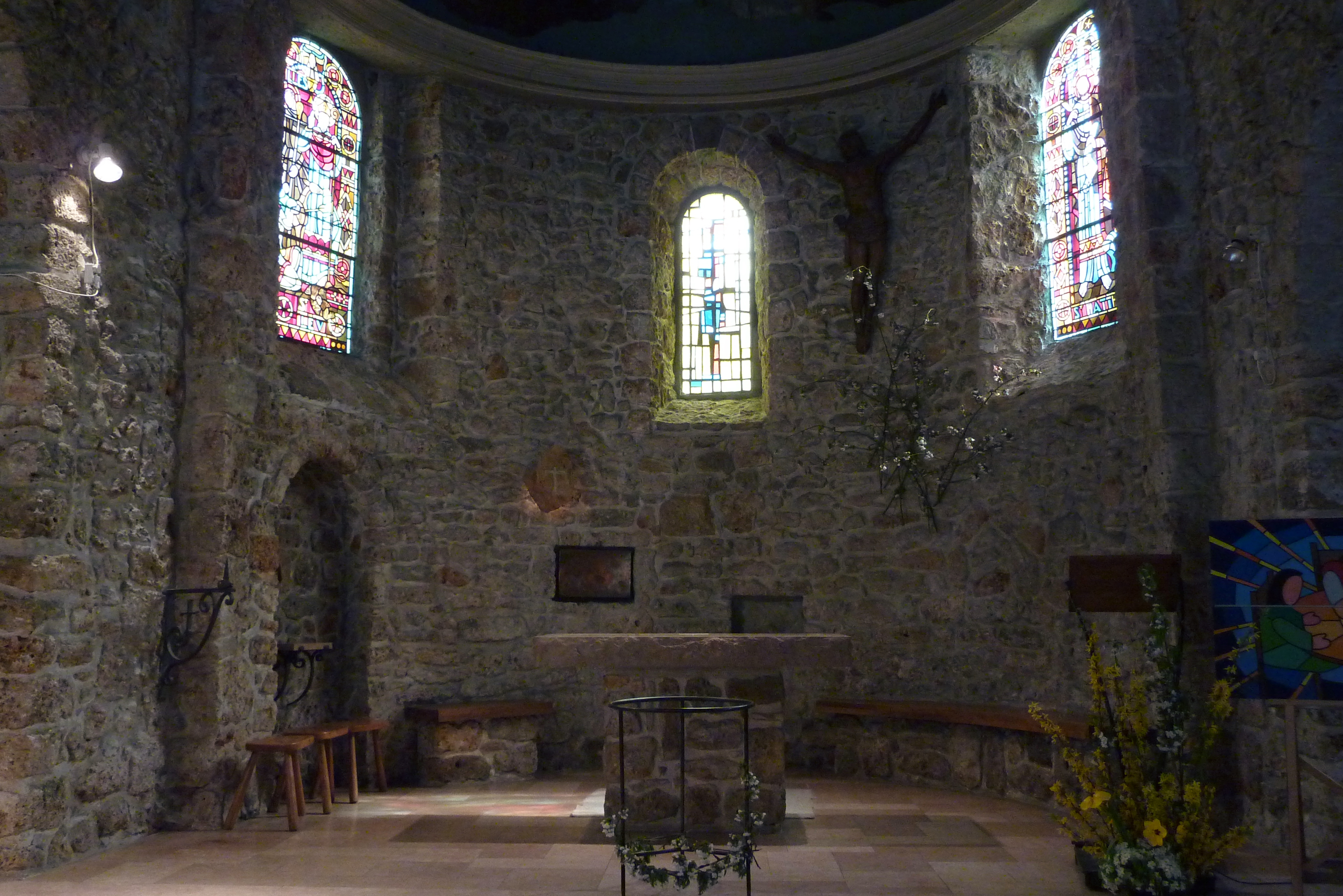
Chor

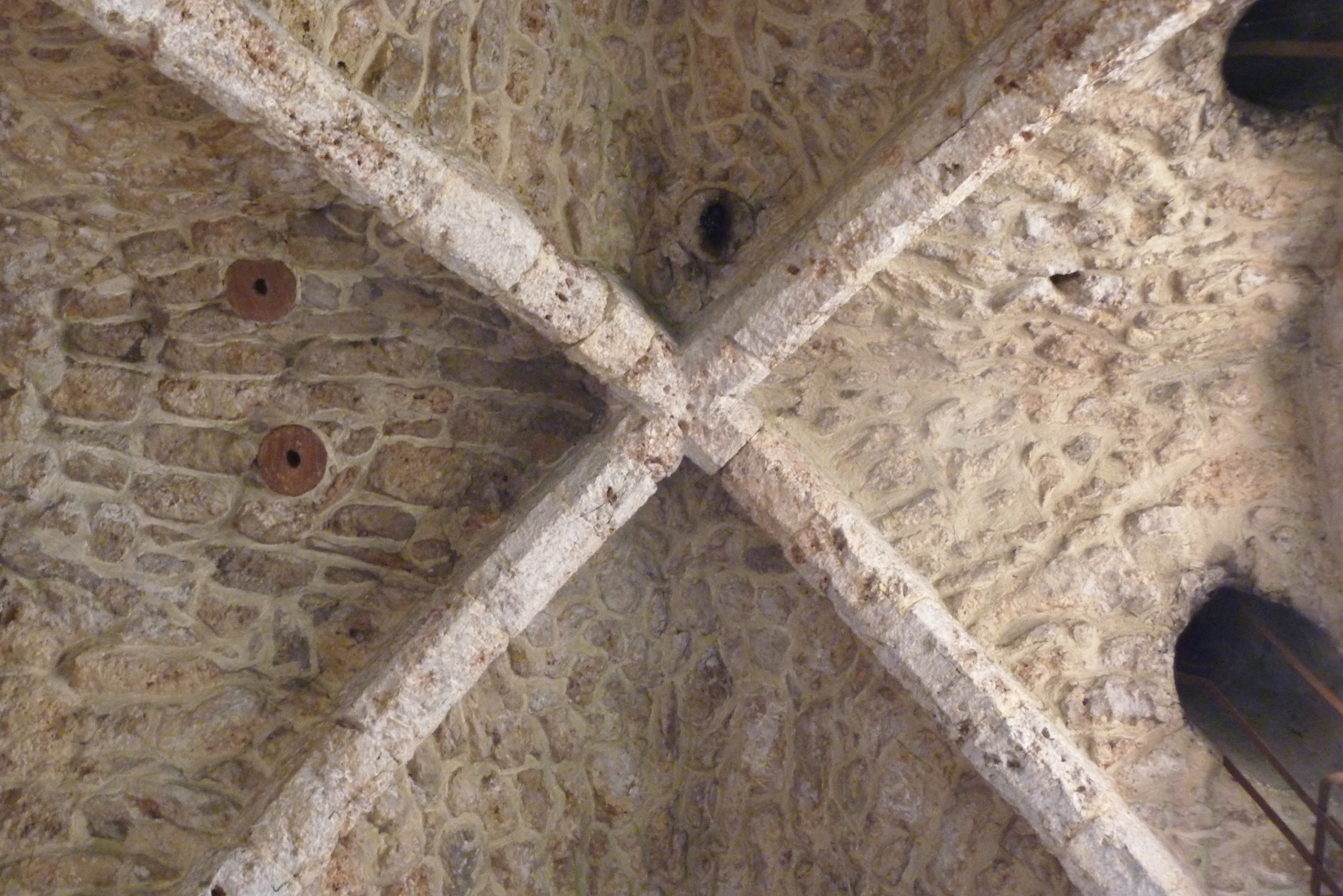
Kreuzrippengewölbe

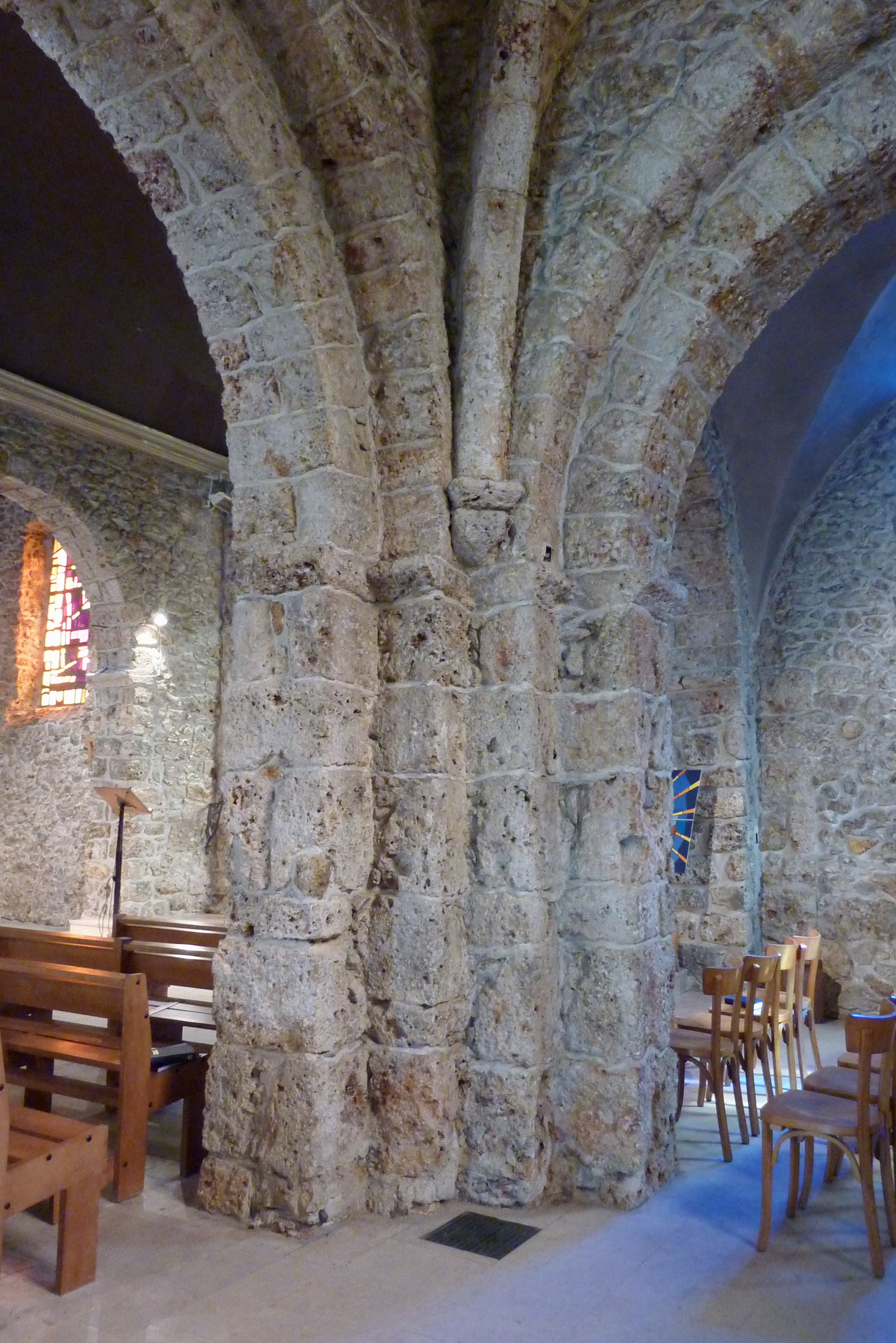
Pfeiler unter dem Glockenturm

Die Hallenkirche besteht aus drei Schiffen unter drei parallelen Dächern. Das Hauptschiff mündet im Osten in eine halbrunde Apsis. Die beiden Seitenschiffe enden mit gerade geschlossenen Apsiden. Große Rundbogenarkaden trennen das Hauptschiff von den beiden Seitenschiffen. Seiten- und Hauptschiff werden von Tonnengewölben gedeckt. Nur das dritte Joch des nördlichen Seitenschiffs stellt eine Ausnahme dar. Es ist mit einem Kreuzrippengewölbe gedeckt und öffnet sich durch einen Spitzbogen zum Hauptschiff. Dieses Joch, auf dessen kantonnierten Pfeilern der Glockenturm aufliegt, ist der älteste Teil der Kirche und stammt noch aus dem 12. Jahrhundert.